# ROCK JAPAN
ROCK JAPAN（ロック・ジャパン）は、影山ヒロノブの8枚目のアルバムである。2012年2月8日にLantisから発売された。

## 概要
4年ぶりのソロ・アルバム。影山曰く、「昨年には『今年は久しぶりにソロ・アルバムを作る?』と話をいただき、JAM Projectのツアーが始まる前の昨年夏頃からソロ・アルバムの制作に入り、年内にはリリースをしようと予定をしていたら…。思っていた以上に時間の余裕が無くなってしまい、2度ほど発売時期を延期した」とのこと。
「CROSS WORLD 〜俺達のフロンティアスピリット〜」はPVが製作されている。

## 主な記録
オリコン週間チャートで48位に入り、ソロ・アルバムとしては初の100位入りを果たし、最大のヒット作となった。

## 収録曲
（特記以外、作詞・作曲：影山ヒロノブ）
1. Ray of Hope 〜Anthem of KAGE☆STARS〜　
作詞：BARAKI/作曲：影山ヒロノブ/編曲：横関敦、栗山善親
2. ROCK JAPAN
編曲：R・O・N
3. Another heaven 〜愛の名のもとに〜
編曲：IKUO
4. Rock steady
編曲：栗山善親
5. Birthday eve
編曲：寺田志保、栗山善親
6. Everlasting Love
編曲：安瀬聖
7. フガイナイゼ! 〜song for Stardust Punks〜
編曲：須藤賢一
8. C.C.R (Crazy Cyber Riders)
編曲：R・O・N
9. Karma
編曲：山本健司
10. フユソラ 〜君の未来 君の幸せ〜
編曲：安瀬聖
11. CROSS WORLD 〜俺達のフロンティアスピリット〜
作詞・作曲：影山ヒロノブ、Ricardo Cruz/編曲：R・O・N
12. 明日天気になれ! 〜僕は晴れ男〜
編曲：須藤賢一